# QwaQwa
Pour les articles homonymes, voir Kwakwa.
1974–1994
Entités précédentes :
- Afrique du Sud

Entités suivantes :
- Afrique du Sud

Le QwaQwa (aussi écrit Qwa-Qwa ou Qwaqwa) était un bantoustan situé en Afrique du Sud auquel ce dernier accorda l'autonomie territoriale de 1974 à 1994. Il fut constitué dans le cadre de la politique d'apartheid menée par le gouvernement sud-africain.

## Nom
QwaQwa signifie plus blanc que blanc en sotho du Sud en référence aux collines de sable prédominantes dans la région et aux paysages enneigés de l'hiver. C'est sous cette dénomination que les Basothos (Sothos du Sud) l'appelaient. En afrikaans, le QwaQwa était aussi appelé Witsieshoek en référence au nom d'une ferme et ancien nom de la capitale. Le QwaQwa fut appelé KwaKwa, Basotho ba Borwa et Basotho Qwaqwa au début de son existence.

## Histoire
Dans les années 1840, les troubles Zoulous amènent la tribu Kgolokwe (ou Bakwoenas) à s'établir dans la région sous l'impulsion de leur chef Whetse. La ville de Witsieshoek (la vallée de Whetse en afrikaans) portera son nom.
En 1873, la tribu Tlokwa (ou Batlokoas) menée par le chef Koos Mota s'installe dans la région.
En avril 1969, le territoire des tribus Bakwoenas et Batlokoas est réuni en un seul territoire appelé « KwaKwa » dirigé par une autorité territoriale présidée par les Bakwoenas. Ce nom fut changé le 24 avril en « Basotho ba Borwa » quand les autorités ont réalisé que KwaKwa désignait un sous-groupe ethnique d'Afrique de l'Ouest. Ce nom resta en vigueur jusqu'au 1er avril 1972 lorsqu'il fut changé en « Basotho QwaQwa ».
Le 1er novembre 1974, le « Basotho QwaQwa » est déclaré autonome par l'Afrique du Sud sous le nom de « QwaQwa ». Witsieshoek est rebaptisée Phuthaditjhaba (le lieu où les nations se rencontrent en sotho du Sud) et devient la capitale.
Il fut réintégré à l'Afrique du Sud le 27 avril 1994 dans la province de l'État-Libre.

## Géographie
Le QwaQwa se situait dans les monts Drakensberg, dans l'État libre d'Orange, à la frontière avec la province de Natal et le Lesotho. C'était le plus petit des bantoustans avec 1 040 km².
Très montagneux, le territoire s'élevait entre 1 675 et 3 050 mètres d'altitude.

## Population
Au recensement de 1992, 288 155 personnes vivaient dans le QwaQwa.
Le QwaQwa avait été créé pour donner un territoire aux Basothos, le même peuple que celui vivant au Lesotho. En réalité, seule une infime partie des Basothos vivait dans le QwaQwa. En 1978, 1 451 790 Basothos vivaient en Afrique du Sud : 24 186 dans le QwaQwa (1,6 %), 119 816 dans les autres bantoustans (8,25 %) et 1 307 785 en dehors des bantoustans (90,15 %).
Deux tribus occupaient la région depuis la fin des années 1870 : les Bakwoenas et les Batlokoas.
Les langues les plus parlées étaient le sotho du Sud et l'afrikaans.

## Politique
Wessel Motha, membre du Basuto Unity Party, fut le chef du conseil d'avril 1969 au 1er novembre 1974 puis chef du conseil exécutif jusqu'en février 1975.
Kenneth Mopeli lui succéda en remportant les premières élections législatives du 19 mars 1975 avec le Dikwankwetla Party. Il accéda au poste de premier ministre et le resta jusqu'au 26 avril 1994 avec la dissolution du QwaQwa. Il permit notamment au QwaQwa d'agrandir un peu son territoire avec l'accord de l'Afrique du Sud.
L'assemblée législative était composée de vingt membres.

## Économie
L'économie du QwaQwa était basée sur l'agriculture vivrière (maïs, sorgho, pomme de terre, fruits, etc), la production de briques, de gravier, de meubles, de pain et de pâtisseries qui étaient exportés vers le reste de l'Afrique du Sud. Des gisements d'argile, de dolérite, de gravier et de sable étaient exploités. En réalité, la principale source de revenus des habitants provenait des migrants partis travailler en dehors du bantoustan.

## Drapeau
Le drapeau du QwaQwa est défini par la section deux du « QwaQwa Flag Act » de 1975 : le vert représente la terre, les deux bandes orange symbolisent les deux tribus d'origine du QwaQwa. Le cheval Basotho (moyen de locomotion privilégié dans les montagnes) fait référence au progrès réalisé par le peuple et les difficultés rencontrées.
Il a été abandonné avec la réintégration du QwaQwa dans l'Afrique du Sud le 27 avril 1994.